# Biểu đồ tăng trưởng

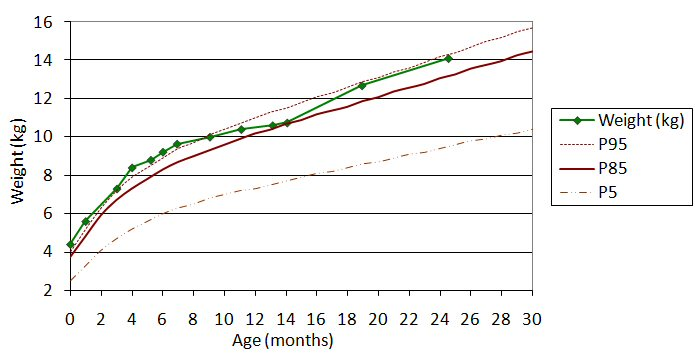
Đường cong tăng trưởng của một bé gái, so với đường cong tiêu chuẩn của WHO năm 2006.

Biểu đồ tăng trưởng là loại biểu đồ dùng để theo dõi sự phát triển của trẻ theo thời gian, được sử dụng bởi các bác sĩ nhi khoa và những người chăm sóc sức khỏe khác. Biểu đồ tăng trưởng được xây dựng thông qua việc quan sát liên tục sự tăng trưởng của trẻ bình thường trên một mẫu lớn. Chiều cao, cân nặng và chu vi vòng đầu của trẻ được đối chiếu so sánh với các tham số tiêu chuẩn ở trẻ trong cùng độ tuổi và giới tính để xác định liệu trẻ có phát triển hợp lý hay không. Biểu đồ tăng trưởng cũng dùng để dự đoán chiều cao và cân nặng dự kiến của trẻ, bởi vì nhìn chung, trẻ em thường duy trì một đường cong tăng trưởng khá ổn định. Khi một đứa trẻ đi chệch khỏi đường cong tăng trưởng đã được thiết lập trước đó, việc điều tra nguyên nhân thường được tiến hành. Chẳng hạn, sự giảm tốc độ tăng trưởng có thể chỉ ra sự khởi đầu của một bệnh mãn tính như bệnh viêm ruột. 
Biểu đồ tăng trưởng cũng có thể được tổng hợp dựa trên một phần dân số được nuôi dưỡng ít nhiều trong điều kiện lý tưởng, như dinh dưỡng hợp lý theo hướng dẫn nhi khoa và mẹ không hút thuốc. Biểu đồ xây dựng từ các nguồn này kết thúc với mức trung bình cao hơn nhưng mỏng hơn một chút.
Biểu đồ tăng trưởng khác nhau ở bé trai và bé gái, một phần là do sự khác biệt về tuổi dậy thì và sự chênh lệch về chiều cao giai đoạn cuối trưởng thành. Ngoài ra, những trẻ mắc các bệnh như hội chứng Down và hội chứng Turner có đường cong tăng trưởng khác biệt, sai chệch đáng kể so với trẻ bình thường. Như vậy, biểu đồ tăng trưởng đã được thiết kế để mô tả các mô hình tăng trưởng mong đợi của một số tình trạng di truyền. Vì có sự khác biệt về tốc độ tăng trưởng bình thường giữa trẻ bú sữa mẹ và trẻ nuôi bằng sữa công thức, biểu đồ tăng trưởng của Tổ chức Y tế Thế giới phản ánh tốt hơn về mô hình tăng trưởng của trẻ sơ sinh khỏe mạnh, bú sữa mẹ được xem là tiêu chuẩn cho trẻ em Mỹ dưới hai tuổi.